# Burke County (North Dakota)
Das Burke County ist ein County im Bundesstaat North Dakota der Vereinigten Staaten. Der Verwaltungssitz (County Seat) ist Bowbells.

## Geographie
Das County liegt im Nordwesten von North Dakota, grenzt im Norden an Kanada und hat eine Fläche von 2925 Quadratkilometern, wovon 67 Quadratkilometer Wasserfläche sind. Es grenzt in den Vereinigten Staaten im Uhrzeigersinn an folgende Countys: Renville County, Ward County, Mountrail County, Williams County und Divide County.

## Geschichte
Burke County wurde 1910 gebildet. Benannt wurde es nach John Burke, einem frühen Juristen, politischen Führer des Dakota-Territoriums, Gouverneur von North Dakota, US-Finanzminister und Vorsitzender Richter am Obersten Gerichtshof von North Dakota.

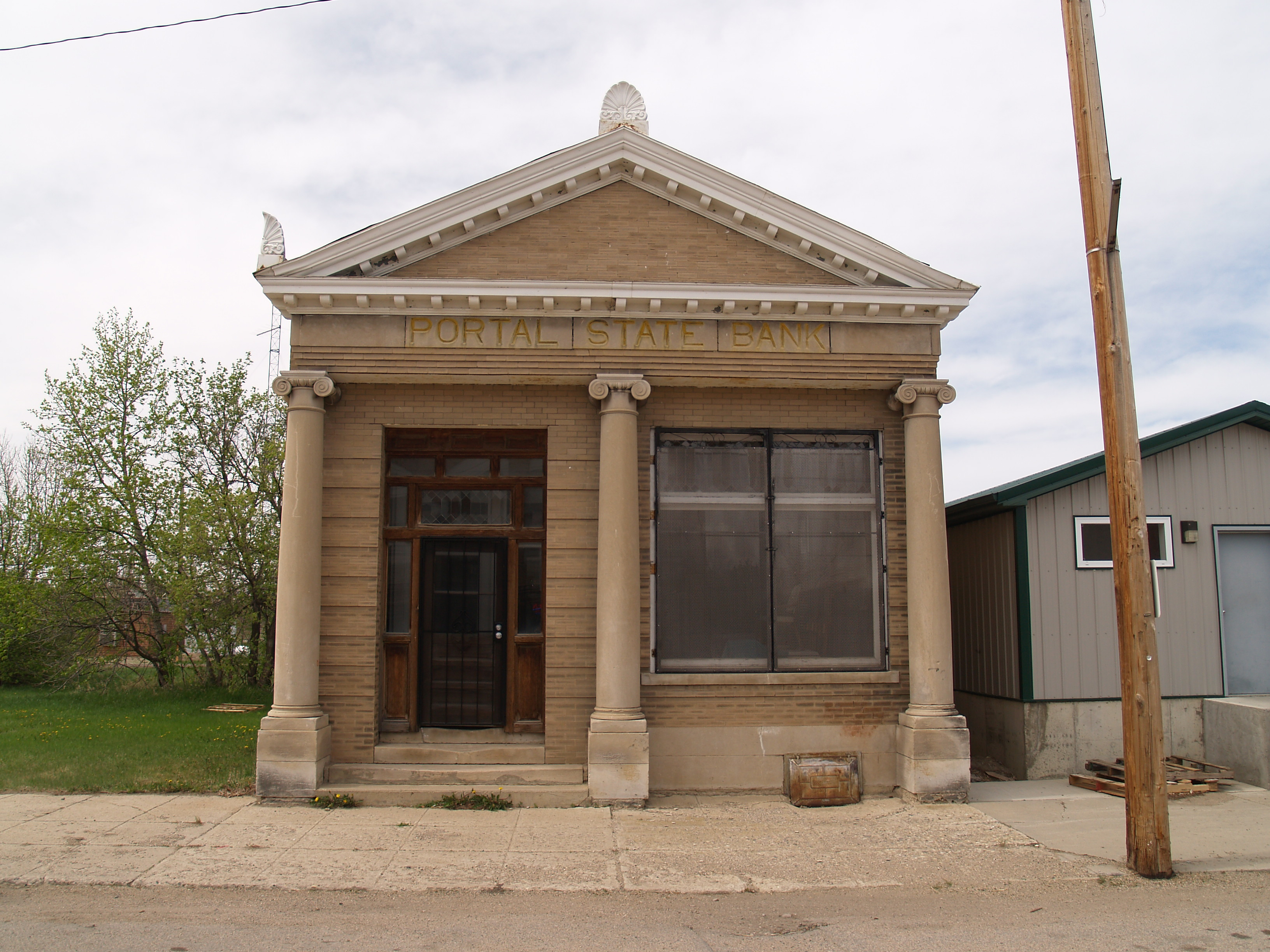
Die Portal State Bank (2008) ist einer von drei Einträgen des Countys im National Register of Historic Places.

Drei Bauwerke des Countys sind im National Register of Historic Places eingetragen (Stand 20. März 2018).

## Demografische Daten
Nach der Volkszählung im Jahr 2000 lebten im Burke County 2.242 Menschen in 1.013 Haushalten und 680 Familien. Die Bevölkerungsdichte betrug 0,8 Einwohner pro Quadratkilometer. Ethnisch betrachtet setzte sich die Bevölkerung zusammen aus 99,24 Prozent Weißen, 0,13 Prozent Afroamerikanern, 0,22 Prozent amerikanischen Ureinwohnern, 0,13 Prozent Asiaten und 0,04 Prozent aus anderen ethnischen Gruppen; 0,22 Prozent stammten von zwei oder mehr Ethnien ab. 0,36 Prozent der Bevölkerung waren spanischer oder lateinamerikanischer Abstammung.

Alterspyramide des Burke County

Von den 1.013 Haushalten hatten 23,0 Prozent Kinder und Jugendliche unter 18 Jahre, die bei ihnen lebten. 58,2 Prozent waren verheiratete, zusammenlebende Paare, 5,3 Prozent waren allein erziehende Mütter, 32,8 Prozent waren keine Familien, 31,6 Prozent waren Singlehaushalte und in 17,6 Prozent lebten Menschen im Alter von 65 Jahren oder darüber. Die Durchschnittshaushaltsgröße betrug 2,21 und die durchschnittliche Familiengröße lag bei 2,77 Personen.
Auf das gesamte County bezogen setzte sich die Bevölkerung zusammen aus 20,8 Prozent Einwohnern unter 18 Jahren, 3,5 Prozent zwischen 18 und 24 Jahren, 22,3 Prozent zwischen 25 und 44 Jahren, 28,3 Prozent zwischen 45 und 64 Jahren und 25,1 Prozent waren 65 Jahre alt oder darüber. Das Durchschnittsalter betrug 48 Jahre. Auf 100 weibliche Personen kamen 101,6 männliche Personen. Auf 100 Frauen im Alter von 18 Jahren oder darüber kamen statistisch 103,8 Männer.

Das jährliche Durchschnittseinkommen eines Haushalts betrug 25.330 USD, das Durchschnittseinkommen der Familien betrug 31.384 USD. Männer hatten ein Durchschnittseinkommen von 28.164 USD, Frauen 16.382 USD. Das Prokopfeinkommen betrug 14.026 USD. 11,7 Prozent der Familien und 15,4 Prozent Familien lebten unterhalb der Armutsgrenze. Davon waren 17,2 Prozent Kinder oder Jugendliche unter 18 Jahre und 16,5 Prozent waren Menschen über 65 Jahre.